# Sainte-Marie-la-Mer
Sainte-Marie-la-Mer, (anteriormente Sainte-Marie), Santa Maria la Mar en catalán, es una localidad y comuna francesa, situada en el departamento de Pirineos Orientales, región de Occitania y comarca histórica del Rosellón, en la Salanca. 
Sus habitantes reciben el gentilicio de Saint-Marinois en francés o santmariaire, santmariaira en catalán.

## Demografía
| 876 | 975 | 931 | 1 285 | 2 171 | 3 452 |
| Para los censos de 1962 a 1999 la población legal corresponde a la población sin duplicidades (Fuente: INSEE [Consultar]) |     |     |       |       |       |

## Lugares de interés

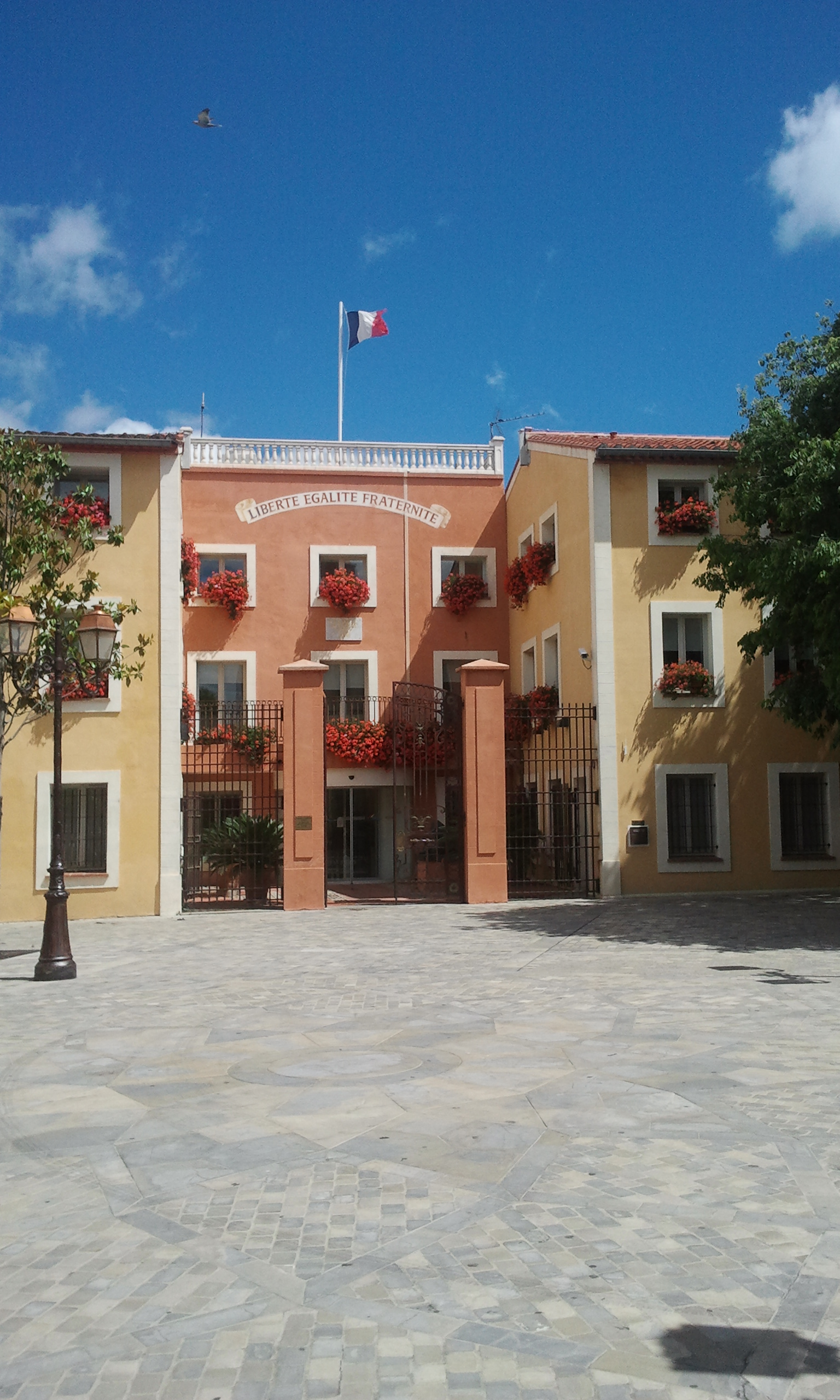
Ayuntamiento de Sainte-Marie

- Iglesia de Sainte-Marie, románica, del siglo XI.[4]
- Estación balnearia